# Цуркановський Артур Вікторович
Арту́р Ві́кторович Цуркано́вський — капітан (станом на серпень 2016-го — майор) Збройних сил України.
Військовий звязківець, брав участь у бойових діях на сході України.

## Нагороди
За особисту мужність, сумлінне та бездоганне служіння Українському народові, зразкове виконання військового обов'язку відзначений — нагороджений
- 10 вересня 2015 року — орденом Богдана Хмельницького III ступеня.